# Patelloidea
Super-famille
Patelloidea est une super-famille de mollusques gastéropodes marines de l'ordre des Archaeogastropoda.

## Liste des familles
Selon ITIS (24 octobre 2014) :
- Nacellidae Thiele, 1891
- Patellidae Rafinesque, 1815